# Kantapon Sompittanurak
Kantapon Sompittanurak (thailändisch กันตภณ สมพิทยานุรักษ์; * 1. November 1989 in Samut Prakan), auch als Earth bekannt, ist ein thailändischer Fußballspieler.

## Karriere
Seinen ersten Vertrag unterschrieb Kantapon Sompittanurak 2008 beim damaligen Erstligisten Bangkok Bank FC. 2009 wechselte er nach Samut Songkhram zum dortigen Samut Songkhram FC, einem Verein, der in der ersten Liga, der Thai Premier League, spielte. Bis 2010 stand er 26 Mal auf dem Spielfeld. In die Zweite Liga, der Thai Premier League Division 1, wechselte er 2011, wo er einen Vertrag beim Chanthaburi FC in Chanthaburi unterschrieb. Nachdem der Verein in die Dritte Liga abgestiegen war, schloss er sich 2013 wieder seinem ehemaligen Verein Samut Songkhram FC an. Über die Stationen Port FC und TTM Customs 2015 ging er 2016 nach Nakhon Ratchasima zum Erstligisten Nakhon Ratchasima FC. Bei Korat spielte er bis Ende 2019. 2020 wechselte er in die zweite Liga, wo er sich Nongbua Pitchaya FC aus Nong Bua Lamphu anschloss. Für Nongbua bestritt er zwei Zweitligaspiele. Die Saison 2020/21 spielte er in der dritten Liga beim Udon United FC. Mit dem Verein aus Udon Thani spielte er 18-mal in der North/Eastern Region. Im Juni 2021 nahm ihn der Zweitligist Lampang FC unter Vertrag. Nach der Saison 2021/22 belegte er mit dem Verein aus Lampang den vierten Tabellenplatz. In den Aufstiegsspielen zur ersten Liga konnte man sich durchsetzen. Nach insgesamt 35 Ligaspielen für Lampang wechselte er im Dezember 2022 für den Rest der Saison zum Zweitligisten Chiangmai United FC. Im Sommer 2023 wurde sein Vertrag nicht verlängert. Sein ehemaliger Verein, der Erstligaabsteiger Lampang FC, nahm ihn im Juli 2023 wieder unter Vertrag. Nach drei Ligaspielen wechselte er Mitte Dezember 2023 zum Drittligisten Khelang United FC. Mit dem Verein aus Lampang spielte er siebenmal in der Northern Region der Liga. Im Sommer 2024 schloss er sich dem in der Central Region spielenden North Bangkok University FC an. Nachdem er hier drei Ligaspiele bestritten hatte, kehrte er im Januar 2025 zu seinem ehemaligen Verein Khelang United FC zurück.